# McClelland (Iowa)
McClelland es una ciudad ubicada en el condado de Pottawattamie en el estado estadounidense de Iowa. En el Censo de 2010 tenía una población de 151 habitantes y una densidad poblacional de 349,11 personas por km².

## Geografía
McClelland se encuentra ubicada en las coordenadas 41°19′43″N 95°41′0″O / 41.32861, -95.68333. Según la Oficina del Censo de los Estados Unidos, McClelland tiene una superficie total de 0.43 km², de la cual 0.43 km² corresponden a tierra firme y (0%) 0 km² es agua.

## Demografía
Según el censo de 2010, había 151 personas residiendo en McClelland. La densidad de población era de 349,11 hab./km². De los 151 habitantes, McClelland estaba compuesto por el 94.04% blancos, el 1.32% eran afroamericanos, el 0% eran amerindios, el 0% eran asiáticos, el 0% eran isleños del Pacífico, el 0.66% eran de otras razas y el 3.97% pertenecían a dos o más razas. Del total de la población el 1.99% eran hispanos o latinos de cualquier raza.